# Signe masculin
En astrologie, on appelle signes masculins des signes du zodiaque qui sont actifs, extravertis, par opposition aux signes dits féminins qui sont plus réceptifs, introvertis.  Les signes du zodiaque sont en alternance masculins et féminins. Ainsi :
- Bélier = un signe masculin;
- Taureau = un signe féminin;
- Gémeaux = un signe masculin;
- Cancer = un signe féminin;
- Lion = un signe masculin;
- Vierge = un signe féminin;
- Balance = un signe masculin;
- Scorpion = un signe féminin;
- Sagittaire = un signe masculin;
- Capricorne = un signe féminin;
- Verseau = un signe masculin;
- Poissons= un signe féminin.

Les caractéristiques communes des signes masculins sont les suivantes : dynamisme, extériorisation des sentiments, des désirs et des idées dans l'action, initiative, courage physique.  Dans un thème natal, un excès de planètes en signes masculins dénote de l'impulsivité, de la violence, de la témérité, de l'orgueil et une surestimation de soi.